# Югославия
Югосла̀вия (на сърбохърватски и на словенски: Jugoslavija; на сърбохърватски и на македонска литературна норма: Југославија) е държава, съществувала в последователни държавни форми и наименования на Балканския полуостров от 1918 до 2003 година.
Обхващала е западната част на южнославянските земи, сред които е и значителна част от българското землище, включващо Вардарска Македония, част от Поморавието (Пиротско и Вранско), Тимошко и Западните покрайнини, като с изключение на последните, жителите й са подложени на успешна насилствена дебългаризация - пряка сърбизация в Тимошко и Поморавието, и заобиколна, чрез създаването на просръбска и противобългарска нация във Вардарска Македония.

## Предистория

### Идеи за обединение
Сръбско-българските крамоли в края на XIII и особено през XIV век довеждат до сравнително лесното и бързо падане под османска власт на почти всички християнски земи на Балканите до края на XV век.
Папската държава (756 – 1870) преследва, основно чрез дипломатически способи, постигане на политическа сплотеност между християнските народи в Югоизточна Европа (и в частност за тези, които са взаимно родствени, със сходни или близки езици, култура и светоглед), целейки неутрализиране на османското влияние, възпиране на турското нашествие към сърцето на Европа и окончателно изтласкване на исляма от Балканите чрез лансиране и сработване на идеята за южнославянско обединение.
През XVI и XVII век идеологическата обосновка на тези цели, с оглед съществуващото цивилизационно, религиозно и политическо статукво в европейския християнски контекст, е необходимост. Въз основа на тази доктрина в папската политика, поддържана и прокарвана най-вече от Свещената римска империя и от Венецианската република, възниква течението на илиризма.
През 1766 г. е закрита Печката патриаршия, а в следващата 1767 г. – и Охридската архиепископия.
В началото на XIX век сърбите получават автономия в рамките на Османската империя. Постепенно малкото княжество, разположено между 2 империи (Австрийската и Османската), натрупва самостойно опит и самочувствие, придобивайки амбиция за по-сериозна политическа тежест в Европейския югоизток.
Не без значение за модифицирането на идеята за южнославянско обединение е обстоятелството, че в рамките на автономното Сръбско княжество от 1817 г. влиза и значително българско население по река Велика Морава, разселено компактно най-вече източно от нея, и наричано първоначално от сръбските власти с названието сърбиянци.
През 1844 г. сръбският политик и бъдещ премиер Илия Гарашанин изготвя своето „Начертание“. Сръбското правителство, предчувствайки сгодите, които би могло да му донесе реализацията на старата идея на илиризма, започва негласно да толерира и покровителства всячески нейното развитие. Княжеството не щади средства за пропагандиране и налагане в политическия мир на Балканите на идеята за южнославянско обединение под сръбска доминанта. Османската империя е вече „болният човек на Европа“.
През 1848 г. е изработен план за създаване на югославянска федерация (без словенците). Планът, иницииран от сръбското правителство, е съставен от дейците на Тайния белградски кръжок, сред които е имало и лица, близки до управляващите кръгове.

### План от 1848 г.
Сърбите и хърватите, като най-съзнателните сред югославяните, полагат долуизложените основи на своето политическо бъдеще и като ги приемат, обещават, че ще се стремят към тяхното осъществяване в единно направление, доколкото външната обстановка по места позволява това за всеки клон (на югославяните):
1. За всички славяни се приема федеративната система.
2. Югославяните ще съставят югославянска държава начело с един ръководител.
3. Югославяните се разделят на 3 племена: сръбско, хърватско и българско.
4. Всяко племе ще има пълна автономия и свое народно събрание начело с наместника на краля, ще управлява свои фондове, учреждения, църковни дела и т.н. Наместникът ще избира чиновниците сред местното население и ще ги представя за утвърждаване на краля.
5. При краля ще има министерство, съставено от най-способните дейци от всички племена. На общото законодателно събрание всичките 3 племена ще бъдат представени по равно. Въоръжените сили също ще бъдат представени по равно. Въоръжените сили също ще бъдат съсредоточени, а разходите им ще се разпределят по равно.
6. На всяко племе ще бъде предоставена възможност да обучава народа си на своето наречие, а за администрацията и литературата ще се приеме сръбският език и кирилицата. Източната и Западната църква ще бъдат равнопоставени.
7. Към хърватското племе се отнасят следните области: Хърватско и Славония (с Военната граница), Истрия с областите Крайна, Хорутания (Каринтия) и Славянска Щирия, Босна от сухоземната граница до Върбас и Далмация до Цетине, т.е. до Сплитския и Загребския окръг, където по-рано се е намирала столицата на хърватските крале.
8. Към сръбското племе се отнасят следните области: Сърбия, Стара Сърбия със София, цяла Славянска Македония, Зета с мирдитите, Которски и Дубровнишки окръг в Далмация заедно с островите в Черна гора, Херцеговина, Босна от Върбас до Дрина и Срем със Сремска Войводина.
9. Всички останали области се отнасят към българското племе.
10. Племената ще се подпомагат взаимно при освобождаване от чужденците.
11. Всяко югославянско племе ще запази етнографското си название, като всички заедно ще се наричат югославяни, а държавата им – Югославия.[2]

### Княжество Сърбия
Въпреки неуспеха на Първото сръбско въстание, Второто – начело с Милош Обренович, успява да постигне целта си – извоюване на автономия от 1817 г. за Смедеревския санджак в рамките на Османската империя. Благоприятната международна конюнктура след Виенския конгрес, победата на Русия във войната срещу Наполеон, в съчетание с нейната подкрепа и попечителство над православните християни в Османската империя, спомагат за осъществяване на плана за извоюване на сръбска автономия за санджака.
Благодарение на успеха на Русия в Руско-турската война (1828 – 1829) сръбската власт в санджака успява да разпростре автономията през 1830 – 1833 г. и върху още 6 съседни нахии, включително Тимошко. Сръбският княжески автономен район от 24 440 km² става на 37 740 km², т.е. увеличава се с 13 300 km² (или 53%). Високата порта е принудена от въстанието на Али паша в Египет (застрашил Цариград чрез похода си през Сирия) с 2 хатишерифа от 1830 и 1833 г. да признае териториалното разширение на автономията. Тези придобивки, колкото лесни, толкова и неочаквани за сърбите, не ги задоволяват. В княжеството вече се замислят за независима държава, поставена на широка плоскост, в пределите на която да влязат Босна, Херцеговина, България, Сирмия и Кроация (Хърватия).
Въпреки отхвърлянето с контрапредложение от Високата порта през 1838 г. на първия органически устав на Княжество Сърбия от 1835 г., сръбската власт постепенно укрепва и заздравява. С подкрепата на Русия младата държава започва да изгражда свои учреждения.
В периода 1848 – 1856 г. (след революциите в Европа и най-вече подир Кримската война) сръбската външна политика се преориентира от проруска към прозападна. Австрийската империя, възползвайки се от този обрат и преследвайки свои имперски интереси, окуражава сърбите към експанзия на югоизток в османските предели. Австрийската дипломация се надява, че чрез южнославянско обединение в рамките на Империята ще неутрализира сръбския национализъм, сдобивайки се чрез Солун и с излаз на Бяло море.
През третата четвъртина на XIX век княжеството, умело лавирайки между интересите на двете големи християнски сили в Европейския югоизток (Русия и Австро-Унгария), успява да спечели редица поддръжници и симпатизанти за идеята за създаване на Южнославянска или Дунавска федерация между южнославянските или и с някои от балканските народи. Сръбското правителство, като скрит инициатор и модератор на идеята, се стреми при нейната реализация да прокара и осъществи свои тясно национални интереси във вреда на съседните народи.

### Политически нагласи
В началото на XX век югославската идея сред южнославянските народи е чужда на сърбите, близка до хърватите и словенците, но неприемлива за българите, т.к. зад нея за последните прозира идеята за Велика Сърбия. Българите съзират, през призмата на историческия си опит, нови сърбошовинистични амбиции към българските земи зад въображаемата Югославия. Сърбите не симпатизират на идеята, защото „... тази стъпка може да доведе до завоюването и поглъщането на Сърбия. Към това се стремят някои хървати и словенци. Затова сърбите трябва да са предпазливи към всякакви планове за обединение на южните славяни.“. За сърбите, които имат национална държава, тя трябва да се разширява. Затова гледат по-благосклонно на възстановяването на Стара Сърбия в нейните граници от времето на крал Стефан Душан. В същото време хърватите и словенците бленуват за национална независимост. В югославската идея те съзират „спасителния пояс“, който ще ги изведе от австро-унгарското етническо море.
За Хабсбургската и Османската империя югославската идея е вредна. Вследствие от загубата на Централните сили в Първата световна война, последвана от естествения разпад на двете империи, реализирането на идеята за обединението на южните славяни в обща държава е логически край за геополитическо влияние върху Балканите от наследилите империите държави – Австрия, Унгария и Турция.
В края на Първата световна война, при очертаващия се германски разгром, Антантата вече не държи на запазването на Австро-Унгария. Подкрепяно от Франция и Англия, Кралство Сърбия от великосръбски гледни позиции предявява претенции към „балканското наследство“ на Хабсбургите, разчитайки за задоволяването им основно на съюзническите си отношения, особени заслуги и принос за извоюване на победата за Антантата. Интегрирането на разнородно в етническо и верско отношение население на 2 бивши империи в нова и силна държава (каквато е необходима на Франция за запазване на статуквото след Версайските договори), изисква обединителна идея. Такава идея концептуално, в исторически, народностен и духовен план, е само югославската.

## Държавни форми

### Монархическа Югославия
Първата Югославия (наследник на Кралство Сърбия и непризнатата краткосрочна Държава на словенци, хървати и сърби) е формирана след Първата световна война като Кралство на сърби, хървати и словенци през 1918 г. Преименувано е на Кралство Югославия през 1929 г.
Кралството съществува до април 1941 г., когато е разгромено от силите на Оста с военната операция „Ауфмарш 25“ (наричана и Югославска операция). След това по-голямата част от нейната територия е поделена между победителите: Германия, Италия, Унгария, България, а на останалите земи (днешни Хърватия и Босна и Херцеговина) е създадена контролираната Независима хърватска държава.

### Социалистическа Югославия
Втората Югославия е държава, формирана веднага след Втората световна война. Нейните основи са положени в нелегалност през 1943 г., като е създадена непризнатата Демократична федеративна Югославия. Тя е преименувана на Федеративна народна република Югославия през 1945 г. (след края на войната), а след това – на Социалистическа федеративна република Югославия през 1963 г.
В тази форма Югославия остава до 1992 г., когато от 6-те съюзни републики, които я формират, цялостно се отцепват 4 републики: Словения, Хърватия, Македония, Босна и Херцеговина.

### Сръбско-черногорска Югославия
Третата Югославия под името Съюзна република Югославия съществува до 2003 г., като обединява съставните републики Сърбия (включваща и автономните области Войводина и Косово и Метохия) и Черна гора.
През 2003 г. държавата е преобразувана в хлабава конфедерация, наречена Държавен съюз Сърбия и Черна гора. На 3 юни 2006 г. общата държава се разпада на самостоятелните днешни републики Сърбия и Черна гора.

## Спорт
Спортът в Югославия е на висока почит. Особено внимание се обръща на отборните спортове, като страната се превръща в световна сила в спортовете – водна топка, баскетбол, волейбол и хандбал. От индивидуалните спортове най-успешни са тенисът, леката атлетика, зимните спортове и плуването. В Сараево през 1984 година са организирани четиринадесетите зимни олимпийски игри.